# Adelpherupa elongalis
Adelpherupa elongalis là một loài bướm đêm trong họ Crambidae.